# Cohors I Aelia Athoitorum
Die Cohors I Aelia Athoitorum (oder Athoitarum) [Antoniniana] (deutsch 1. aelische Kohorte aus Athos [die Antoninianische]) war eine römische Auxiliareinheit. Sie ist durch Militärdiplome und Inschriften belegt. Die Kohorte ist mit der Cohors I Aelia Athoitorum et Berecynthorum identisch, die in der Inschrift (AE 1979, 554) aufgeführt ist.

## Namensbestandteile
- Aelia: die Aelische. Die Ehrenbezeichnung bezieht sich entweder auf Hadrian (117–138) oder Antoninus Pius (138–161). Es sind insgesamt neun Kohorten mit diesem Namenszusatz bekannt.

- Athoitorum oder Athoitarum: aus Athos. Die Soldaten der Kohorte wurden bei Aufstellung der Einheit vermutlich auf dem Gebiet der Halbinsel Athos rekrutiert.[1] In den Militärdiplomen kommt die Variante Athoitarum vor.

- Antoniniana: die Antoninianische. Eine Ehrenbezeichnung, die sich auf Caracalla (211–217) bezieht.

Da es keine Hinweise auf die Namenszusätze milliaria (1000 Mann) und equitata (teilberitten) gibt, ist davon auszugehen, dass es sich um eine reine Infanterie-Kohorte, eine Cohors (quingenaria) peditata, handelt. Die Sollstärke der Einheit lag bei 480 Mann, bestehend aus 6 Centurien mit jeweils 80 Mann.

## Geschichte
Möglicherweise war der Ursprung der Kohorte eine lokale Miliz, die unter Hadrian zu einer regulären Einheit umgeformt wurde.
Der erste Nachweis der Einheit in der Provinz Thracia beruht auf einem Militärdiplom, das auf das Jahr 155 n. Chr. datiert ist. In dem Diplom wird die Kohorte als Teil der Truppen (siehe Römische Streitkräfte in Thracia) aufgeführt, die in der Provinz stationiert waren. Weitere Diplome, die auf 155/157 bis 166/169 datiert sind, belegen die Einheit in derselben Provinz.
Der letzte Nachweis der Kohorte beruht auf einer Inschrift, die auf 211/217 datiert ist.

## Standorte
Standorte der Kohorte in Thracia waren möglicherweise:
- Kabyle

## Angehörige der Kohorte
Folgende Angehörige der Kohorte sind bekannt:
| - Aurelius Julianus, ein Actuarius | - C(aius) Menius Sabinus, ein Soldat (AE 1979, 554) |